# Farsan (Verwaltungsbezirk)
Farsan (persisch شهرستان فارسان) ist ein Schahrestan in der Provinz Tschahār Mahāl und Bachtiyāri im Iran. Die Hauptstadt des Kreises ist Farsan. 

## Demografie
Bei der Volkszählung 2016 betrug die Einwohnerzahl des Kreises 95.286. Die Alphabetisierung lag bei 87 Prozent der Bevölkerung. Knapp 80 Prozent der Bevölkerung lebten in urbanen Regionen.
| Zensusjahr | Einwohnerzahl |
| ---------- | ------------- |
| 2011       | 93.941        |
| 2016       | 95.286        |